# Prunus avium

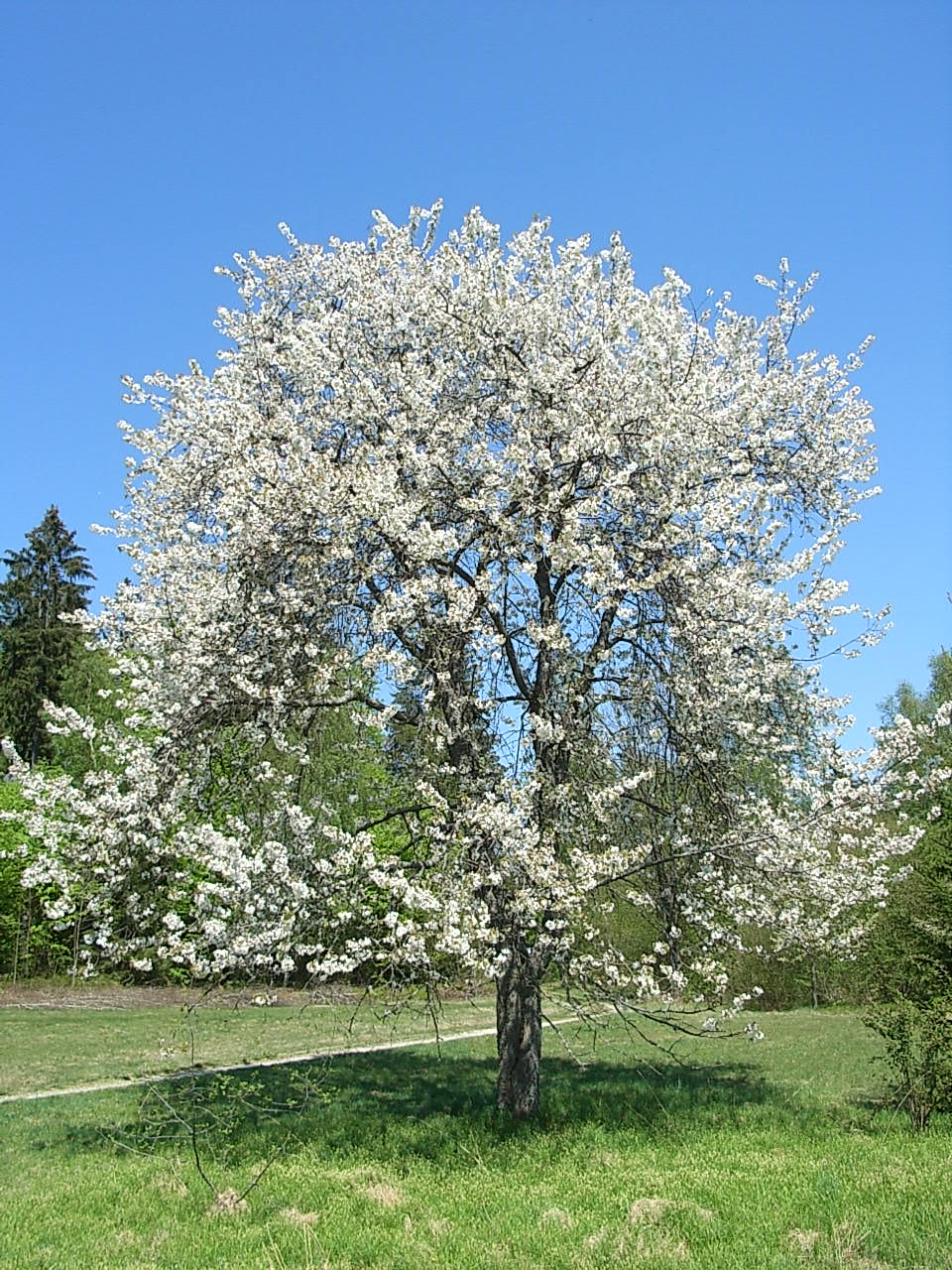
Árbol en plena floración (mes de abril).

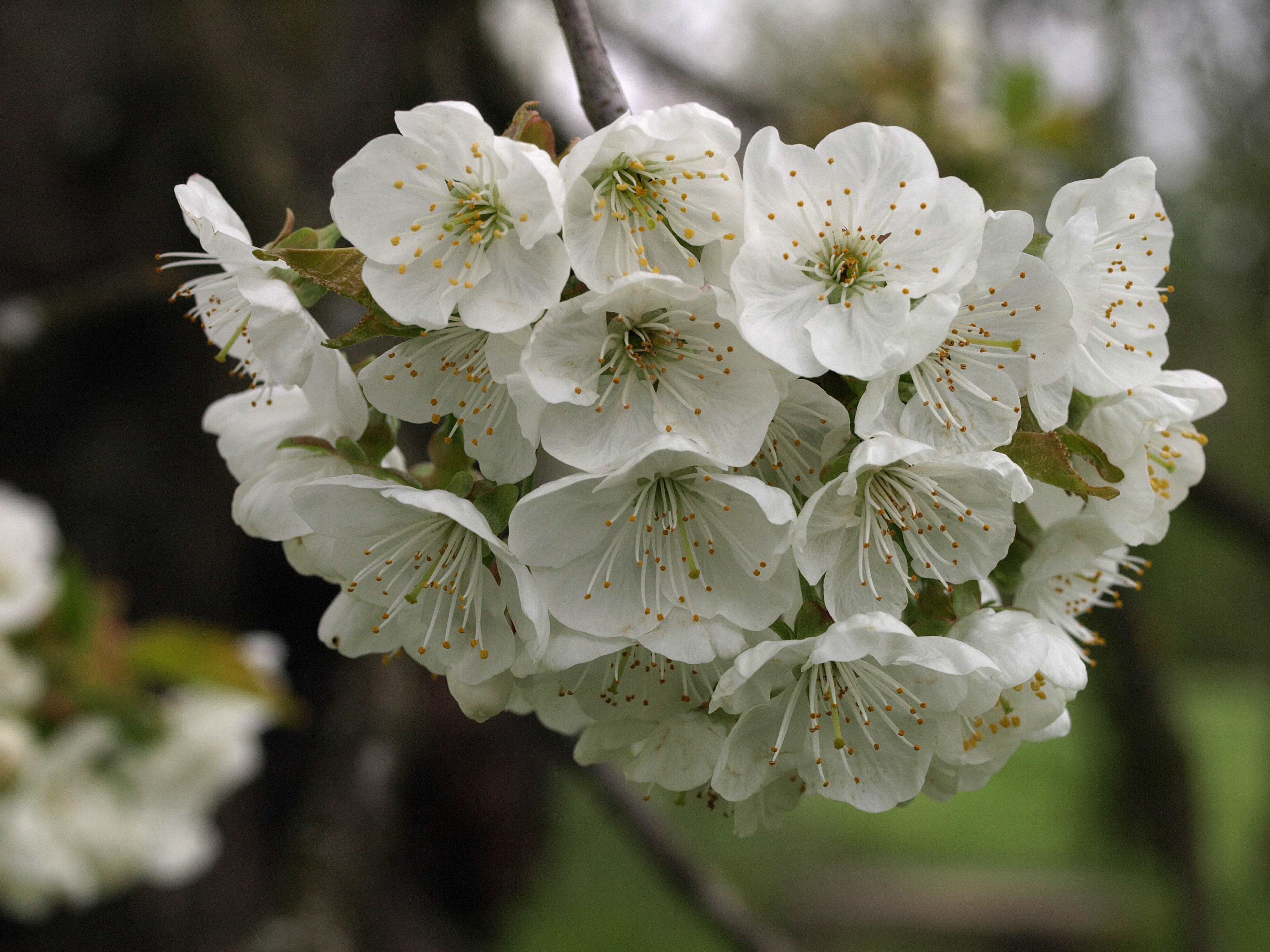
Umbela de flores.

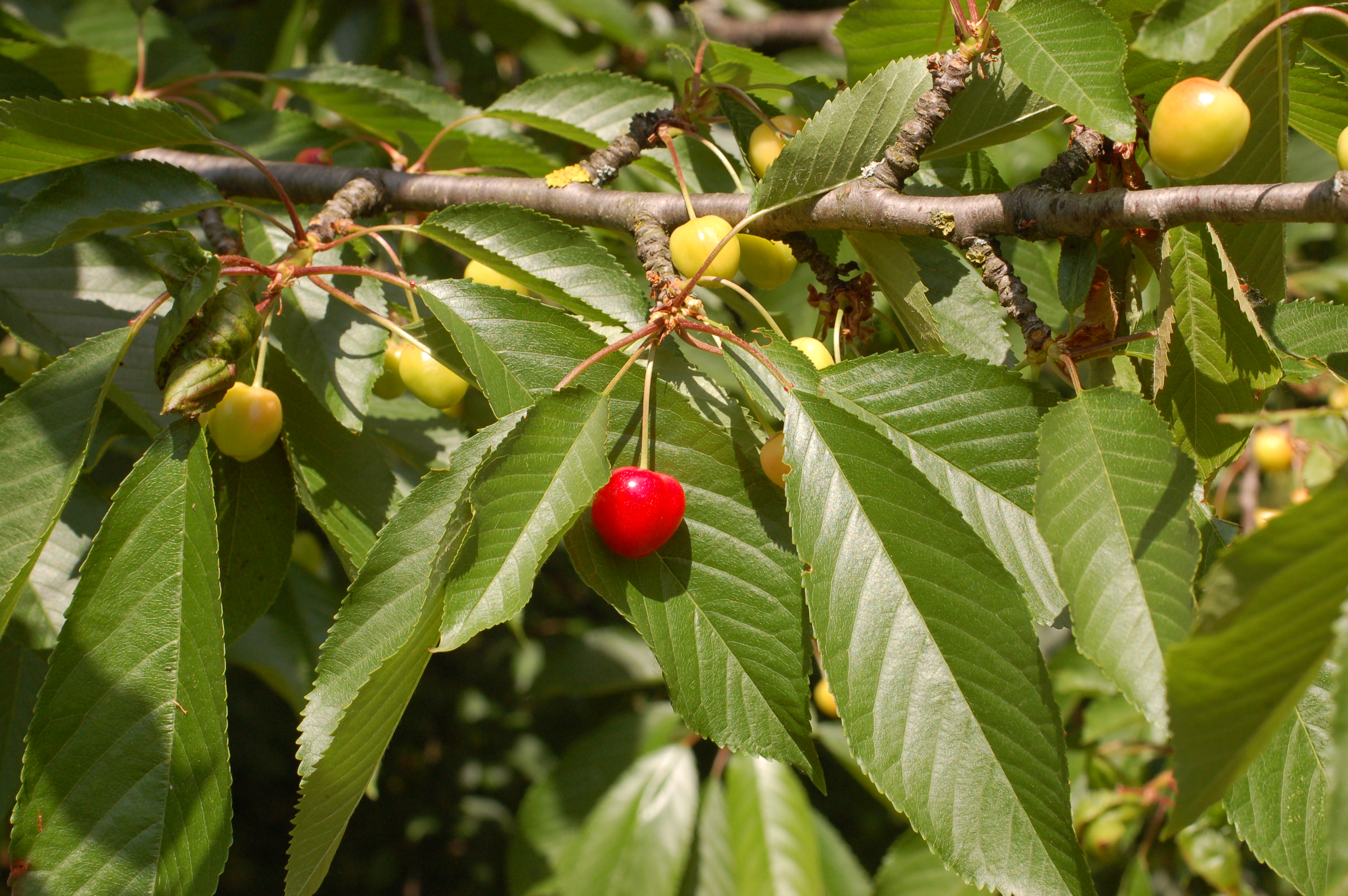
Frutos in situ.

Prunus avium, llamado comúnmente cerezo silvestre, cerezo dulce o cerezo de monte, es una especie de cerezo nativo de Europa y el occidente asiático, del cual se derivan la gran mayoría de los cultivares comerciales de cereza. Es un frutal apreciado en la cuenca mediterránea desde la Edad Antigua; griegos y romanos lo difundieron extensamente. Hoy se cultiva en buena parte de las regiones templadas del mundo.

## Descripción
Es un árbol de gran volumen que puede alcanzar los 30 m de altura. Tiene un fuste recto, con la corteza lisa y anillada, de tonalidad rojiza. La copa es amplia, piramidal, más o menos alargada, formada por ramas divergentes, erecto-patentes, inermes. Es caducifolio; las hojas son simples, aovadas a oblongas, con el margen crenado o aserrado, ligeramente acuminadas, y miden entre 6 y 15 cm de longitud y 3 a 8 cm de ancho. El haz es glabro, y el envés liso o pubescente. Se presentan fasciculadas, al extremo de ramillos cortos; el pecíolo tiene unos 5 cm de longitud, con dos glándulas rojizas en la base del limbo. 
Las flores aparecen cuando el árbol aún no ha rebrotado, o simultáneamente con las hojas, de abril a mayo en el hemisferio norte. Son blancas, de entre 2 y 3 cm de diámetro; muestran cinco sépalos y otros tantos pétalos blancos obovados. Los estambres son múltiples. Las flores forman haces (umbelas), formados por 2 a 6 unidades, en cuya base hay una corona de brácteas. P. avium no se autopoliniza (aunque se han desarrollado variedades específicamente a ese fin); la tarea la llevan a cabo abejas. El estigma es receptivo desde la apertura de la flor, y libera polen al menos durante dos días.
El fruto es una drupa de color rojo negruzco, más o menos claro, o excepcionalmente amarillo. Es globosa o ligeramente oblonga; el carozo es esférico y liso. Madura tempranamente en el año; de sabor ligeramente ácido, es apreciadísimo fresco y en conserva.
La semilla, en el interior del hueso o carozo, contiene niveles variables de ácido cianhídrico, fuente metabolizable de cianuro, que determinan su peligrosidad para la ingesta por humanos y animales.

## Cultivo

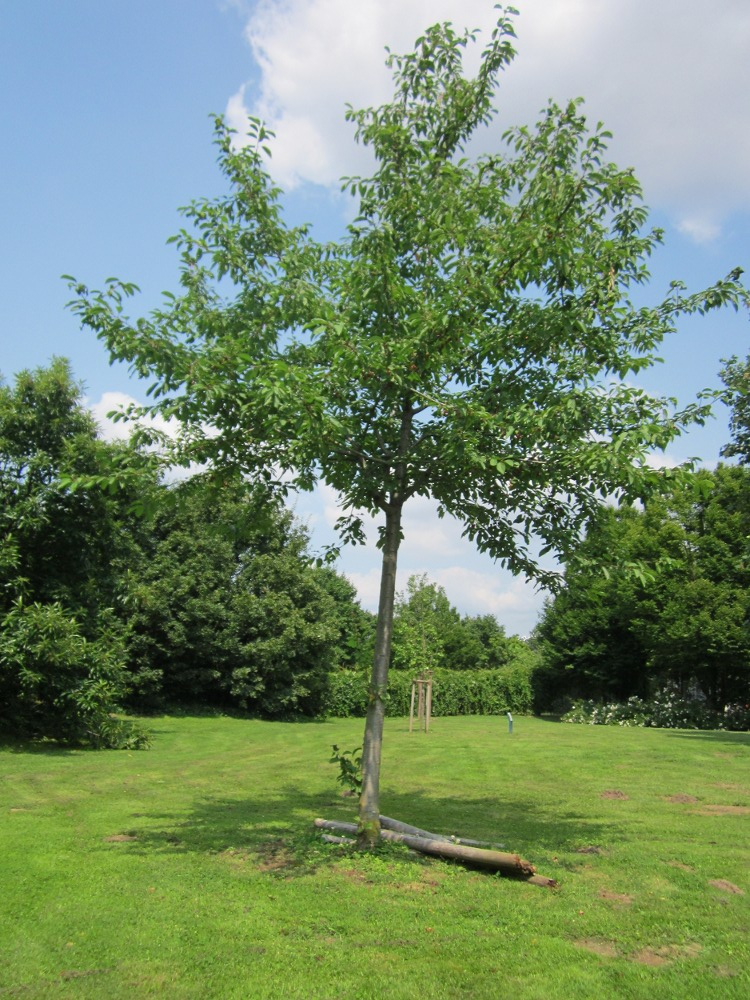
Vista del árbol.

P. avium es bastante resistente, y se naturaliza sin dificultad en bosques claros. Es vulnerable a la sequía y a las heladas primaverales; crece mejor en áreas templadas con inviernos definidos. Presenta requerimientos de frío para una adecuada ruptura de la dormancia e inicio de la nueva estación de crecimiento. Estos requerimientos de frío son muy variables, según los cultivares: desde 500 a 1300 horas de frío. Los mayores productores de cerezas a efectos comerciales son Rusia, Estados Unidos, Alemania, Italia, Francia y España. Existen cultivos de cerezo destinados a efectos ornamentales, con ramas colgantes y flores dobles; son comunes en Europa y en Japón. Con la cereza de la variedad marrasca se elabora el licor llamado marrasquino.

## Simbología
Véase simbología del cerezo.

## Genética
Esta especie es habitualmente diploide; la autoesterilidad se produce por un gen, conocido como s. Si el alelo del gen es contenido en el juego de cromosomas del polen es igual a alguno de los alelos presentes en la flor hembra, la fertilización no se produce. La producción de genes modificados que no presentan esta reacción se ha llevado a cabo recientemente, y existen cultivares autopolinizantes.

## Uso
Ornamentales
A menudo se cultiva como un árbol florido. Debido al tamaño del árbol, se utiliza a menudo en zonas verdes, y menos a menudo como un árbol de calle o jardín. La forma de flor doble, 'Plena', se encuentra, comúnmente, en lugar de las formas individuales de flores silvestres.
Dos híbridos interespecíficos, P. x schmittii (P. avium x P. canescens) y P. x fontenesiana (P. avium x P. mahaleb) también se cultivan como árboles ornamentales.
Maderas

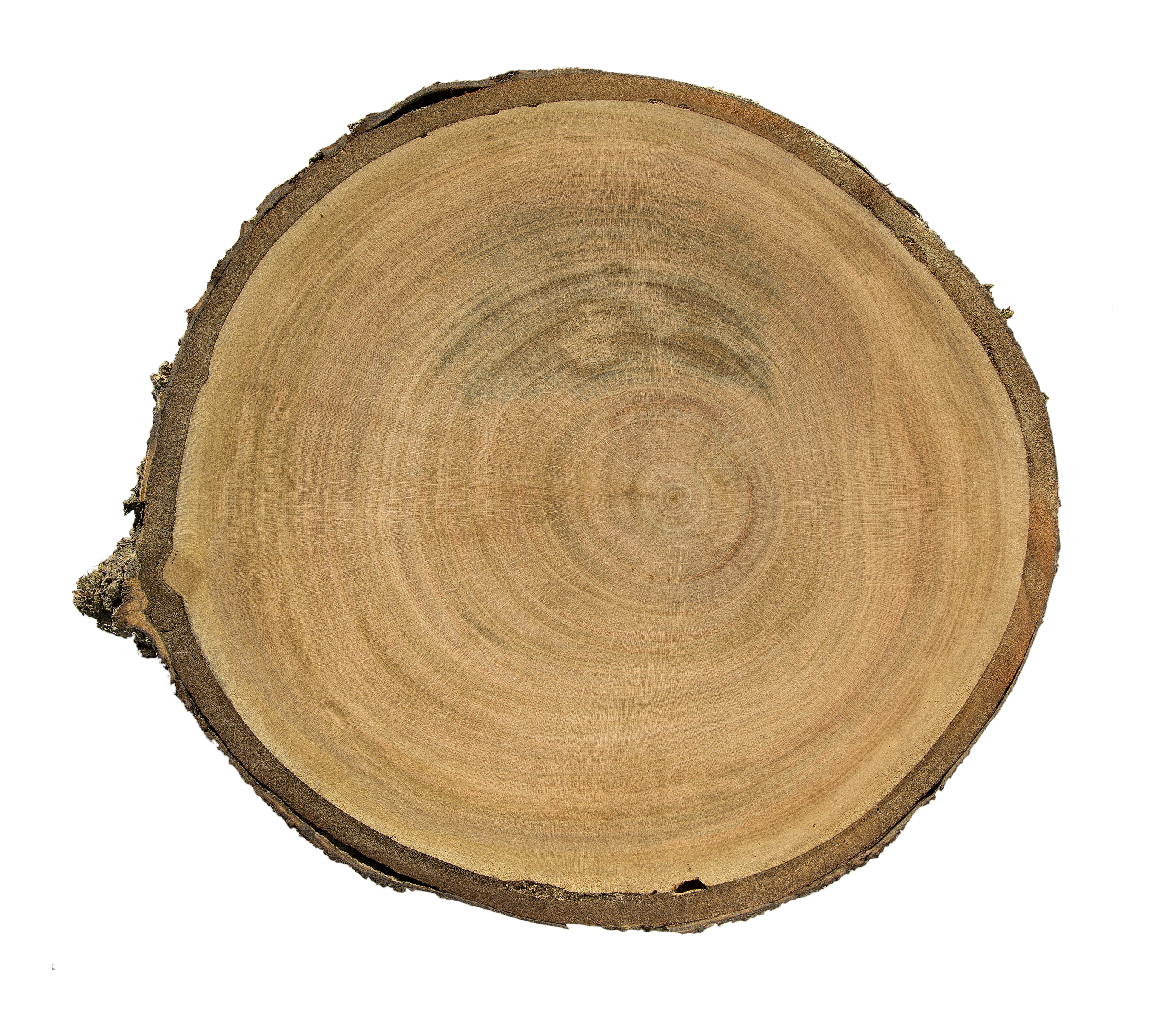
Prunus avium burlat - MHNT

La madera de cerezo es de color marrón rojizo, dura y se valora como una madera dura para ebanistería e instrumentos musicales. La madera de cerezo también se utiliza para ahumar los alimentos, en especial carnes, en América del Norte, ya que le da un claro y agradable sabor al producto.
Gastronomía
El fruto, algo ácido, puede consumirse bien sea fresco o en conserva (por lo general macerado en marrasquino lo cual se hace llamar cerezas al marrasquino). Se utiliza mayormente como adorno en algunos postres tales como helados, pasteles, macedonia de frutas, etc.; así como en algunos cócteles (principalmente el Manhattan, piña colada, etc.).
Otros usos
El látex de las heridas de la corteza es aromático y puede ser masticado como un sustituto de la goma de mascar.
Los medicamentos pueden prepararse a partir de los tallos de las drupas y son astringentes , antitusivos y diurético.
Un colorante verde también puede prepararse a partir de la planta.

## Taxonomía

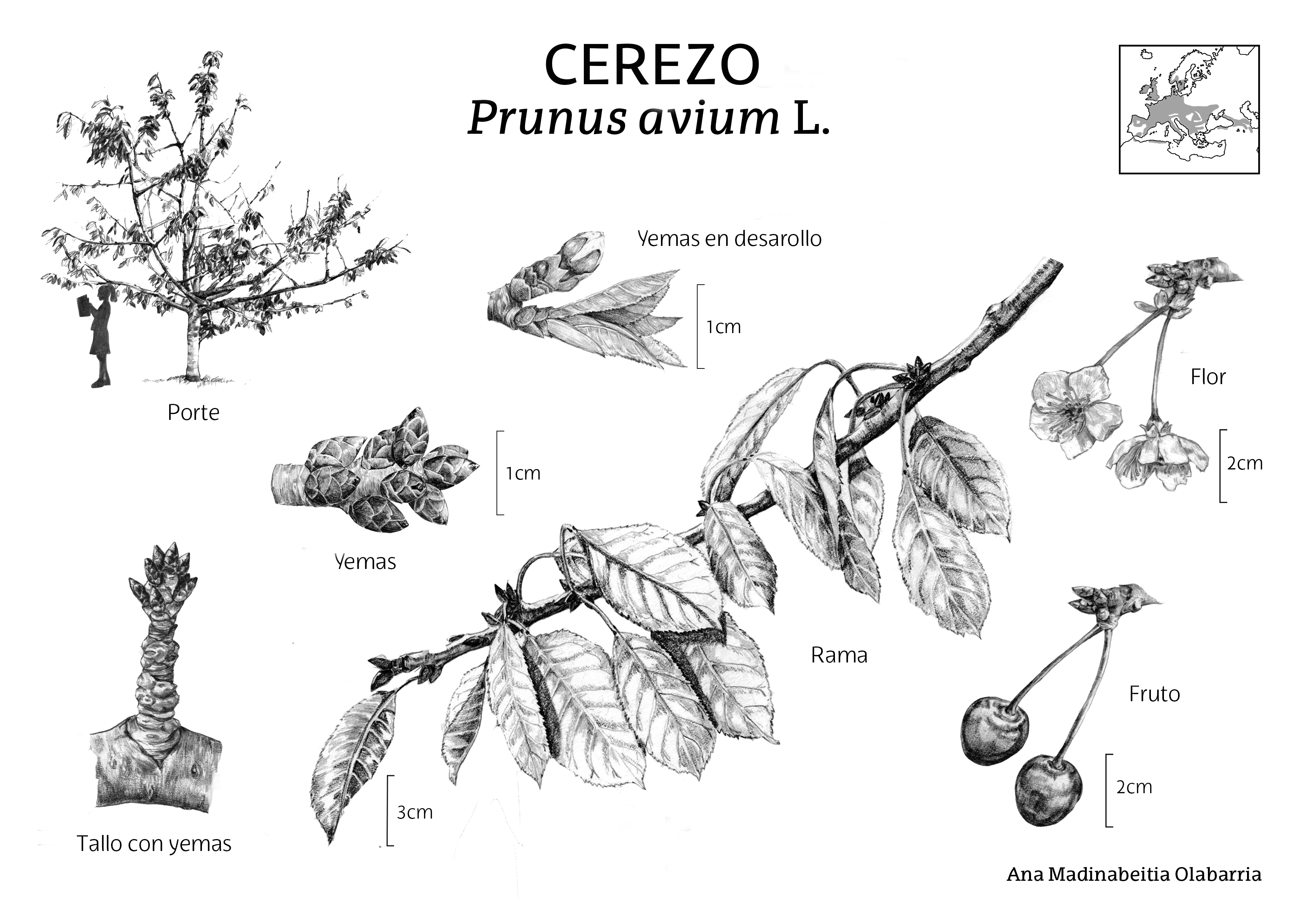

Prunus avium fue descrita por Carlos Linneo y publicado en Flora Suecica, Editio Secunda Aucta et Emendata 165, en el año 1755.
Etimología
Ver: Prunus: Etimología
avium: epíteto latíno de avium, "un desierto, un lugar de lo salvaje", y avius, "desierto, solitario, fuera del camino, a distancia, sin caminos, sin pisar".
Híbridos
- Prunus × fontanesiana (Spach) C.K.Schneid.
- Prunus × gondouinii (A.Poit. & Turpin) Rehder
- Prunus × mohacsyana Kárpáti
- Prunus × stacei Wójcicki

Sinonimia
Basiónimo
- Prunus cerasus var. avium L.

Homotípicos
- Cerasus avium (L.) Moench
- Prunus cerasus subsp. avium (L.) Hook.f.
- Prunus cerasus var. avium L.

Heterotípicos
- Cerasus avicularis Dulac
- Cerasus dulcis (L.) G. Gaertn. & al.
- Cerasus duracina (L.) DC.
- Cerasus hortensis Mill.
- Cerasus juliana (L.) Delarbre
- Cerasus nigra Mill.
- Cerasus nigricans (Ehrh.) Borkh.
- Cerasus varia (Ehrh.) Borkh.
- Prunus duracina (L.) Sweet
- Prunus juliana (L.) Gaudin
- Prunus nigricans Ehrh.
- Prunus varia Ehrh.
- Cerasus avium subsp. duracina (L.) Janchen
- Cerasus avium subsp. juliana (L.) Janchen
- Prunus avium subsp. duracina (L.) Schübl. & G.Martens
- Prunus avium subsp. juliana (L.) Schübl. & G.Martens
- Prunus avium subsp. sylvestris (Ser.) Schübl. & G. Martens, nom. illeg.[10]

## Nombres comunes
- adoña, albar, albaruco, cerecera, cerecero, cerecino, cereixal, cereizal, ceresera, cereza, cereza ampollar, cereza blanca, cereza castellana, cereza de agua, cereza de corazón de cabrito, cereza de costal, cereza de Jaraguy, cereza de la piedra, cereza de Sierra Nevada, cereza encarnada, cereza garrafal, cerezal, cereza mollar, cereza pitorrera, cerezas morrinas, cereza tardía, cerezo , cerezo de monte, cerezo durazno, cerezo negro, cerezo salvaje, picota.[11]